# Bernard F. Grabowski

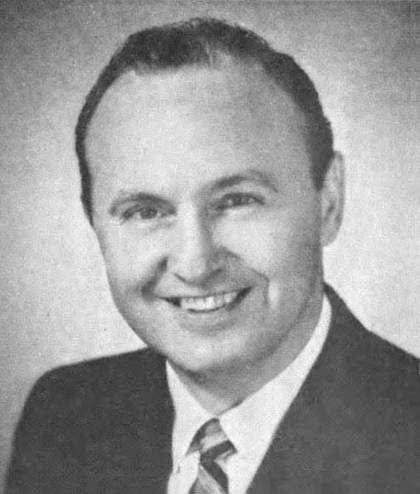
Bernard F. Grabowski

Bernard Francis Grabowski (* 11. Juni 1923 in New Haven, Connecticut; † 30. August 2019 in Bristol, Connecticut) war ein US-amerikanischer Politiker. Zwischen 1963 und 1967 vertrat er den Bundesstaat Connecticut im US-Repräsentantenhaus.

## Werdegang
Bernard Grabowski besuchte die St. Stanislaus Parochial School und danach bis 1941 die Bristol High School. Zwischen 1943 und 1945 diente er während des Zweiten Weltkrieges in der US Army. Nach dem Krieg setzte er seine Ausbildung an der University of Connecticut fort, an der er bis 1952 unter anderem Jura studierte. Im Jahr 1953 wurde er als Rechtsanwalt zugelassen. Politisch schloss sich Grabowski der Demokratischen Partei an. Er wurde Mitglied des Stadtrats von Bristol. In dieser Stadt war er zwischen 1955 und 1960 auch als städtischer Richter tätig. Von 1960 bis 1962 war er dort auch leitender Staatsanwalt.
Bei den Kongresswahlen des Jahres 1962 wurde er im sechsten Wahlbezirk von Connecticut in das US-Repräsentantenhaus in Washington, D.C. gewählt. Dort trat er am 3. Januar 1963 die Nachfolge von Frank Kowalski an. Nach einer Wiederwahl im Jahr 1964 konnte er bis zum 3. Januar 1967 zwei Legislaturperioden im Kongress absolvieren, die von den Diskussionen um die Bürgerrechtsbewegung und den Vietnamkrieg geprägt waren. Nachdem er die Wahlen des Jahres 1966 gegen Thomas Joseph Meskill verloren hatte, arbeitete Bernard Grabowski wieder als Anwalt. Zuletzt lebte er hochbetagt in Bristol.